# Ратін (Румунія)
Ратін (рум. Ratin) — село у повіті Селаж в Румунії. Входить до складу комуни Красна.
Село розташоване на відстані 395 км на північний захід від Бухареста, 16 км на захід від Залеу, 73 км на північний захід від Клуж-Напоки.

## Населення
За даними перепису населення 2002 року у селі проживали 494 особи.
Національний склад населення села:
| Національність | Кількість осіб | Відсоток |
| -------------- | -------------- | -------- |
| угорці         | 253            | 51,2%    |
| цигани         | 161            | 32,6%    |
| румуни         | 78             | 15,8%    |

Рідною мовою назвали:
| Мова      | Кількість осіб | Відсоток |
| --------- | -------------- | -------- |
| угорська  | 254            | 51,4%    |
| циганська | 149            | 30,2%    |
| румунська | 89             | 18,0%    |